# Salmo lourosensis
Salmo lourosensis ist eine Fischart aus der Familie der Lachsfische (Salmonidae), die endemisch in den oberen 24 Flusskilometern des Louros in Griechenland vorkommt.

## Merkmale
Die Art erreicht mit vier Jahren eine Standardlänge von 28 bis 39 Zentimetern und eine Gesamtlänge bis etwa 45 Zentimetern bei einem Gewicht von 370 bis 1100 Gramm. Von allen anderen auf der Balkanhalbinsel vorkommenden Salmo-Arten unterscheidet sie sich durch den kräftigen Körperbau mit kurzem, breitem Kopf und dem Fehlen von Zähnen an der dritten Pharyngobranchiale (oberster Knochen des dritten Kiemenbogens). Dabei liegen 73–77 % der Standardlänge vor der Afterflosse. Die Höhe des Körpers beträgt 26–30 % der Standardlänge, die Länge des Schwanzstiels 18–19 %. Kopf- und Körperseiten schimmern golden und auf dem Kiemendeckel und dem oberen Drittel der Flanken liegen zahlreiche kleine schwarze Flecken. Augenförmige rote Flecken finden sich auf der gesamten Flanke. Beide Arten von Flecken sind im vorderen Körperbereich dichter verteilt. Sie besitzen 18–21 Kiemenreusendornen und die Zahl der Flossenstrahlen liegt bei 11–13 für die Rücken-, 9–11 für die After- und 18–20 für die Schwanzflosse. Die Brustflossen weisen 11–14 und die Bauchflossen 9–10 Strahlen auf. Die Rückenflosse weist kleine schwarze und rote Flecken auf, die anderen Flossen sind gelblich mit orangen Enden und weißlichem vorderen Rand bei Rücken- und Afterflosse.

## Lebensweise
Die Art lebt in klaren, schnell fließenden Gewässern auf Kalkstein. Sie ist relativ schnellwüchsig und erreicht ein Alter von mindestens sieben Jahren.

## Bedrohung
Die Art ist durch Überfischung, den Verlust des Lebensraums und die Konkurrenz durch eingeführte Salmo-Arten wahrscheinlich vom Aussterben bedroht.